# Tarlina woodwardi
Tarlina woodwardi är en spindelart som först beskrevs av Forster 1955.  Tarlina woodwardi ingår i släktet Tarlina och familjen Gradungulidae.
Artens utbredningsområde är Queensland. Inga underarter finns listade i Catalogue of Life.